# Jon Roberts
Jon Roberts, eigentlich John Riccobono, (* 21. Juni 1948 in New York; † 28. Dezember 2011) war ein Drogenhändler. Nach seiner Haftstrafe trat er im Dokumentarfilm Cocaine Cowboys auf, der den Drogenhandel im Miami in den 1970er und 1980er Jahren thematisiert.
Er führte in den frühen 1970er Jahren einige Nachtclubs in Brooklyn für die italienische Mafia. Nachdem ein Freund von ihm ermordet worden war, zog er nach Miami, Florida, und begann mit dem Kokainhandel. Jon Roberts war von 1978 bis zu seiner Verhaftung am 20. September 1986 im Kokainbusiness. Er verkaufte Kokain im Wert von über zwei Milliarden Dollar für das Medellín-Kartell. Im Jahre 2000 wurde er aus dem Gefängnis entlassen. Er lebte danach in Miami, Florida. Im Jahr 2006 spielte er sich selbst im Dokumentarfilm Cocaine Cowboys von Alfred Spellman und Billy Corben, der sein Leben und das einiger Weggefährten thematisiert.
Roberts verstarb am 28. Dezember 2011 an Krebs.

## Kindheit und Jugend
Als Sohn von Edie und Nat Riccobono wuchs Jon mit seiner fünf Jahre älteren Schwester Judy in New York auf. Der Vater, ein Mafioso, wurde 1959 nach Sizilien ausgewiesen, nachdem er bei einer Razzia festgenommen wurde und sein Aufenthalt in den USA als illegal galt. Jon lebte daraufhin bei seinen Großeltern, bis seine Mutter einen wohlhabenden Unternehmer heiratete und mit ihren Kindern fortan bei diesem lebte. Kurze Zeit später starb Edie im Krankenhaus an Komplikationen nach einer Abtreibung. Der ständige Streit von Jon mit seinem Stiefvater und Jons generelle Wut auf die Gesellschaft eskalierten, und er lebte von fortan in einem Heim für Jungen. Ab diesem Zeitpunkt beraubte Jon zusammen mit älteren Jugendlichen als Outcasts-Clique eine Reihe von Personen, die Drogen kaufen wollten, indem die Outcasts als Verkäufer auftraten, obwohl sie keinerlei Drogen besaßen. Ab 1963 lebte Jon bei seiner Schwester Judy und ihrem Ehemann zunächst ein paar Monate in Texas, dann in Maine. Bereits ein Jahr später, mit 16 Jahren, ging Jon nach New York und trieb Geld für seinen Onkel Sam Riccobono ein. Außerdem beraubte er nach bewährter Methode am Drogenkauf interessierte Studenten. Im Zusammenhang mit diesen Aktivitäten wurde der spätere Drogenhändler zunächst für Kidnapping, Zinswucher, Tragen einer versteckten Waffe und versuchten Mord nach Erwachsenenstrafrecht verurteilt.
Zwar trat er die Haftstrafe an, doch die Armee rekrutierte zu dieser Zeit für den Vietnamkrieg und bot ihm an, als Gegenleistung für den Militärdienst die Straftaten zu löschen. Jon wurde Soldat und kämpfte in Vietnam.